# Kaliumklorid
Kaliumklorid er en kemisk forbindelse, der er sammensat af kalium og klor, og stoffet er dermed et metalhalid. I sin rene form er det lugtfrit og har en hvid eller gennemsigtig glans med krystalstruktur, der nemt bliver delt i alle tre retninger. Kaliumklorid har en kubisk rumcentreret krystalstruktur. Fra historisk tid har man også kendt stoffet som "muriate af potaske", og dette navn bliver af og til også brugt særligt i forbindelse med brugen som gødning. Potaske varierer i farve fra lyserød til rød afhængig af hvor det er blev udvundet og forarbejdningsmetoden, der er blevet anvendt. Hvid potaske, der af og til bliver omtalt som opløselig potaske, bliver normalt brugt til flydende gødning. KCl bliver brugt til medicin, har forskellige videnskabelige anvendelser og til konservering af madvarer. Det findes naturligt i mineralet sylvit og i kombination med natriumklorid som sylvinit.

## Kemiske egenskaber
I kemi og fysik er kaliumklorid ofte brugt som standard, f.eks. som standardopløsning til kalibrering af udstyr til at måle elektrisk ledeevne af ioniske opløsninger, fordi nøjagtig KCl-opløsning giver gode reproducerbare og repeterbare målbare egenskaber.
Kaliumklorid kan reagere som en kilde til kloridionen. Som med mange andre opløselige ioniske klorider udfældes uopløselige kloridssalte, når det kommer i en opløsning med en passende metalion:
KCl(aq) + AgNO3(aq) → AgCl(s) + KNO3(aq)
Selvom kalium er mere elektropositiv end natrium, kan KCl blive reduceret til metallet ved reaktion med metallisk natrium ved 850 °C fordi kaliummen bliver fjernet ved destillation (se Le Chateliers princip):
KCl(l) + Na(l) ⇌ NaCl(l) + K(g)
Dette er den primære metode til at producere metallisk kalium. Elektrolyse (brugt til natrium) kan ikke bruges, da kalium har en høj opløselighed i smeltet KCl.
Som andre stoffer, der indeholder kalium, giver KCl i pulverform en lilla farve ved flammeprøve.

## Fysiske egenskaber
Kaliumklorid har en krystallinsk struktur som mange andre salte, og har en kubisk rumcentreret krystalstruktur. Stoffets gitterkonstant er omkring 6,3 Å. Andre egenskaber er:
- Transmissionsområde: 210 nm–20 µm
- Transmittans = 92% ved 450 nm og stiger lineært til 94% ved 16 µm
- Refraktionsindeks = 1,456 ved 10 µm
- Reflektionstab = 6,8% ved 10 µm (to overflader)
- dN/dT (ekspansionskoefficient)= −33,2×10−6/°C
- dL/dT (brydningsindeksgradient)= 40×10−6/°C
- Varmeledningsevne = 0,036 W/(cm•K)
- Skadestærskel (Newman & Novak): 4 GW/cm2 eller 2 J/cm2 (0,5 eller 1 ns pulsrate); 4,2 J/cm2 (1,7 ns pulsrate Kovalev & Faizullov)

## Syntese og produktion
Kaliumklorid findes naturligt som sylvit, carnallit og potaske, og det kan udvindes fra disse mineraler. Det kan også udvindes fra saltvand og kan fremstilles ved krystallisering fra opløsning, flotationsprocesser eller elektrostatisk separation fra egnede mineraler. Det er biprodukt ved fremstilling af salpetersyre fra kaliumnitrat og saltsyre.

### Syntese
Kaliumklorid er et billigt tilgængelig og bliver sjældent fremstillet bevidst i laboratoriet. Det kan fremstilles på to måder, der er af læringsmæssig men ikke praktisk værdi:
Den ene måde ved at behandlet kaliumhydroxid med saltsyre:
KOH + HCl   →   KCl  +  H2O
Denne omdannelse  er en syre-base neutralisation. Den resulterer i at saltet kan blive oprenset ved rekrystallisering. En anden metode lader kalium blive afbrændt under tilstedeværelse af klorgas, hvilket er en meget eksoterm reaktion:
2 K  +  Cl2   →   2 KCl

## Anvendelse
Størstedelen af den kaliumklorid, der bliver produceret, bliver anvendt til fremstilling af gødning, da mange planter bliver begrænset i deres vækst af mængde af kalium. Det bliver også brugt som råstof til fabrikation af kaliumhydroxid og kaliummetal. Ligeledes bruges det i medicin, dødelig indsprøjtninger, videnskabelige anvendelser, konservering af madvarer og som natriumfri erstatning til bordsalt (natriumklorid).
Det bliver nogle gange brugt i vand til udvinding af råolie og naturgas, og ligeledes som et alternativ til blødgøring af vand i husholdninger. KCl er nyttigt som en kilde til betastråling til kalibrering af udstyr til strålemåling, fordi naturligt kalium indeholder 0,0118% af 40K-isotopen. Et kilo KCl giver en stråling på 16350 becquerel der består af 89,28% beta- 10,72% gammastråling med 1,46083 MeV. Kaliumklorid bliver brugt i visse afisningsprodukter som designet til at være sundere for husdyr og planter, skønt disse er dårligere til smeltning end calciumklorid (lavest brugbar temperatur
−11 °C for KCl mod −32 °C for CaCl. Det bruges også i forskellige typer flaskevand, samt i større mængder til boringsformål af fossile brændstoffer.
Kaliumklorid blev tidligere brugt til som brandhæmmende middel i bærbare og mobile ildslukkere. Kendt som Super-K tørkemikalie var det mere effektivt end natriumbicarbonat-baserede tørkemikalier og kompatibelt med brandslukningsskum. Stoffet blev udfaset til fordel for kaliumbicarbonat (Purple-K) i slutningen af 1960'erne, som var langt mindre korrosivt og mere effektivt. Det  er klassificeret til B- og C-brande.
Samme med natriumklorid og lithiumklorid bliver kaliumklorid brugt som flux til gassvejsning af aluminium.
Kaliumklorid er en optisk krystal med transmissionsområde fra 210 nm til 20 µm. Det er et billigt, men hygroskopisk stof]. Dette begrænser dets anvendelse til beskyttede systemer eller brug i korte perioder som f.eks. til prototyper. Når det bliver udsat for atmosfærisk luft vil stoffets optik "rådne". KCl-komponenter blev tidligere brugt til infrarød optik, men er blevet fuldstændigt udskiftet med hårdere krystaller som zinkselenid.
Kaliumklorid har også været brugt til at lave varmeposer, som bruger en eksoterm kemisk reaktion, men disse bliver ikke brugt længere, da der findes billigere og mere effektive alternativer som oxidation af metaller (engangsprodukter) eller krystallisation af natriumacetat (til brug flere gange).

## Biologiske og medicinske egenskaber
Kalium er vital i menneskekroppen og oral kaliumklorid er den almindelige måde at genopfylde lagre på, selvom det også kan gives i fortyndinger intravenøst. Det kan blive brugt som salterstatning i mad, men som følge af dets smage, bitre usalte aroma, bliver det normalt blandet med normalt bordsalt (natriumklorid) for at forbedre smagen. Tilsætning af 1 ppm thaumatin reducerer den bitre smag betydeligt. Klager over bitterhed, eller en kemisk eller metallisk smag er også bliver rapporteret, når kaliumklorid har været brugt i mad.
Medicinsk bliver stoffet brugt til behandling af hypokalemi og forbundet med egenskaber som en elektrolytgenopretter. Varemærker inkluderer K-Dur, Klor-Con, Micro-K, Slow-K, Sando-K og Kaon Cl. Bivirkninger inkluderer ubehag i fordøjelsessystemet med bl.a. kvalme, opkast, diarre og blødning. Overdoser giver hyperkalemi, som kan give parestesi, hjerteflimmer og arytmi. Receptpligtig kaliumcitrat (kalium findes naturligt i frugter og grøntsager) kan ordineres som et alternativ til kaliumklorid. Slow-K blev udviklet i 1950'erne, og designet til at blive injiceret i blodet med forskellige intervaller. Det blev brugt først gang af soldater i det britiske militær til at blancere deres kost mens de tjente i Korea.
Visse hjerteoperationer kan ikke blive udført mens hjertet slår. Til disse operationer bypass'er man hjertet med en hjerte-lungemaskine og injicerer kaliumklorid direkte i hjertemusklen for at stoppe hjerteslagene.
Den dødelige effekt forårsaget af overdoser af kaliumklorid har ledt til stoffets brug til dødelig indsprøjtning, som det tredje af tre forskellige stoffer, der kombineres til proceduren. Derudover bruges KCl (omend sjældent) til intrakardiale injiceringer i fostre ved provokeret aborter i andet- og tredje trimester. Jack Kevorkian's thanatronmaskine injicerede dødelige doser af kaliumklorid i patienter, der fik hjerter til at stoppe med at slå, efter at natriumthiopental blev injicerede kunne man opnå koma.

## Forholdsregler
Oralt er kaliumklorid dødeligt ved LD50 på omkring 2,5 g/kg (hvilket betyder at den dødelige dose for 50 % af personer, som vejer 75 kg er omkring 190 g. Dette er dog ikke særlig meget lavere end den dødelige mængde for oralt indtaget natriumklorid, der ligger på  3,75 g/kg for LD50. Kaliumklorid er derfor harmløst i ernæringsmæssige sammenhænge, og kan endda være godt for helbredet. Intravenøst ligger den dødelige dosis på lige over 30 mg/kg. De fleste bekymringer er dens alvorlige virkninger på hjertemusklen: høje doser kan forårsage hjertestop og hurtig død, og bruges således som det tredje og sidste stof der benyttes til dødelig indsprøjtning som tidligere beskrevet.